# 蒂萨铁堡区
蒂萨铁堡区（匈牙利語：Tiszavasvári járás），是匈牙利索博尔奇-索特马尔-拜赖格州的一个区，总面积381.61平方公里，总人口27,684人（2011年），人口密度73人/平方公里。中心城市为蒂薩鐵堡。

## 市镇
蒂萨铁堡区包含两个城镇、一个大村和3个村庄。